# Agno
Agno é uma comuna da Suíça, no Cantão Tessino, com cerca de 3.718 habitantes. Estende-se por uma área de 2,5 km², de densidade populacional de 1.487 hab/km². Confina com as seguintes comunas: Bioggio, Collina d'Oro, Magliaso, Muzzano, Neggio, Vernate. 
A língua oficial nesta comuna é o Italiano.